# لیدوکائین
لیدوکائین (به انگلیسی: Lidocaine) یا لیگنوکائین دارویی بی‌حس‌کننده موضعی از نوع آمینو آمیدی است که دارای اَشکال دارویی مختلفی چون ویال، آمپول، پماد، افشانه و ژل می‌باشد. از این دارو همچنین در درمان تاکی‌کاردی بطنی استفاده می‌شود.
در اورژانس از لیدوکائین برای فیبریلاسیون بطنی (VF) و تاکیکاردی بطنی بدون نبض (PVT) پس از شوک سوم (در صورتی که تا ۱۵ دقیقه دسترسی به آمیودارون وجود نداشته باشد) استفاده می‌شود.
نام تجاری : دیلوکائین (Dilocaine) / آلفاکائین (Alphacaine) / زایلوکائین (Xylocaine)
طبقه دارویی: مشتقات آمیدها (آمیدها یک ترکیب آلی است که شامل یک گروه کربونیل (c=o) می‌باشد و با یک اتم نیتروژن پیوند دارد)
طبقه درمانی: ضد آریتمی بطنی، بی‌حس کننده موضعی

## موارد مصرف
+ فیبریلاسیون بطنی (VF) و تاکیکاردی بطنی بدون نبض (PVT) پس از شوک سوم (آمیودارون به دلیل عوارض کمتر نسبت به لیدوکائین جانشین این دارو شده است. در نتیجه، لیدوکائین خط دوم درمان آریتمی های کشنده بطنی و در مواردی که تا ۱۵ دقیقه دسترسی به آمیودارون وجود نداشته باشد میتوان از لیدوکائین استفاده کرد).
+ تاکیکاردی بطنی دارای نبض همودینامیک پایدار
+ کاهش فشار جمجمه (ICP) و تسهیل در لوله گذاری در بیماران آسیب به سر
+ آریتمی های بطنی به دنبال آنفارکتوس حاد میوکارد (MI)
+ مسمومیت با دیژیتال ها، جراحی قلبی و کاتتر قلبی
+ جلوگیری از فیبریلاسیون بطنی به دنبال کاردیو ورژن در ایسکیمی حاد
مصارف جانبی دیگر:
بی حسی موضعی، عقرب گزیدگی، کاهش ریفلاکس گگ، مدیریت راه هوایی، انفیلتراسیون و برای بلوک عصبی
لیدوکائین به عنوان بی‌حس‌کننده موضعی در جراحی‌های کوچک و دندانپزشکی استفاده می‌شود. این دارو به همراه کوکائین پرمصرف‌ترین داروهایی هستند که در دندانپزشکی به عنوان بی‌حس‌کننده به کار می‌رود. پماد لیدوکائین در درمان دردهای موضعی مانند سوختگی، گزش حشرات و هموروئید به کار می‌رود (گاه در ترکیب با هیدروکورتیزون). لیدوکائین برای بی‌حسی نخاعی در اطراف سخت شامه یا زیر نخاع نیز تزریق می‌شود.

## دوز دارو
بزرگسالان: ابتدا 1mg/kg تا 1.5mg/kg به صورت وریدی با سرعت 20 تا 50 میلی‌گرم در یک دقیقه. در صورت عدم بهبودی 0.5mg/kg تا 0.75mg/kg به صورت وریدی تا حداکثر 3mg/kg
نکته: دوز انفوزیون لیدوکائین یک تا چهار میلی‌گرم بر دقیقه است.
کودکان: در ابتدا 1mg/kg به صورت IV/IO تا سقف 100mg سپس به دنبال آن انفوزیون
دوز داخل تراشه: دو تا چهار میلی‌گرم بر کیلوگرم (mg/kg)

## کاربرد در آریتمی
لیدوکائین به صورت وریدی در آریتمی‌های قلبی به خصوص آریتمی‌های بطنی کاربرد دارد. از داروهای ضد آریتمی کلاس1 -b است و بر فاز صفر پتانسیل عمل سلول‌های قلبی مؤثر است. سرعت هدایت الکتریکی را در سراسر سیستم هدایتی میوکارد کند می‌سازد.

## مکانیسم اثر
اثر بی حس کنندگی: لیدوکائین با رقابت با کلسیم در نشستن بر روی گیرنده‌های غشائی عصبی باعث کنترل عبور سدیم از وراء غشای سلولی می‌شود و مرحله دپولاریزاسیون پتانسیل عمل را کاهش می‌دهد. این اثرات با تثبیت برگشت‌پذیر غشای سلول‌های عصبی در نتیجه کاهش نفوذپذیری این غشا به یون سدیم، شروع و هدایت امواج عصبی را متوقف می‌کند. درصورت جذب مقادیر زیاد لیدوکائین ابتدا می‌تواند اثر تحریکی و سپس اثر تضعیفی بر روی سیستم عصبی مرکزی داشته باشد.
اثر ضد آریتمی: این دارو با اثر مستقیم به خصوص روی شبکه پورکینژ باعث کاهش دپولاریزاسیون و خودکاری و تحریک پذیری بطن طی دیاستول می‌شود، این دارو همچنین آستانه فیبریلاسیون بطنی (vf) را افزایش داده و در اثر مصرف دارو سرعت هدایت گره AV بدون تغییر می‌ماند و یا کوتاه تر می‌شود.

## عوارض جانبی
لرزش دست‌ها، بی‌قراری، وزوز گوش، تیرگی دید یا دوبینی می‌باشد که با مصرف زیادتر می‌تواند موجب کاهش ضربان قلب، تشنج، ایست قلبی، آسم و ایست تنفسی نیز بشود.

## مصرف به عنوان تسکین درد دندان
بنا به گفتهٔ یکی از پزشکان، مصرف اسپری بی‌حسی لیدوکائین به مینای دندان هیچ گونه آسیبی نمی‌رساند، اما مصرف بیش از حد آن احتمال زخم کردن لثه‌ها و گونه‌ها را به همراه خواهد داشت. افرادی که از درد دندان رنج می‌برند، بهتر است اسپری لیدوکائین را در طول ۲۴ ساعت سه مرتبه استفاده کنند و بیشتر از این مقدار توصیه نمی‌شود. همچنین داروهایی که به عنوان مسکن درد دندان مصرف می‌شوند، بهتر است به صورت خوراکی باشد و موضعی بر روی دندان گذاشته نشوند.